# Гипотеза пурпурной Земли

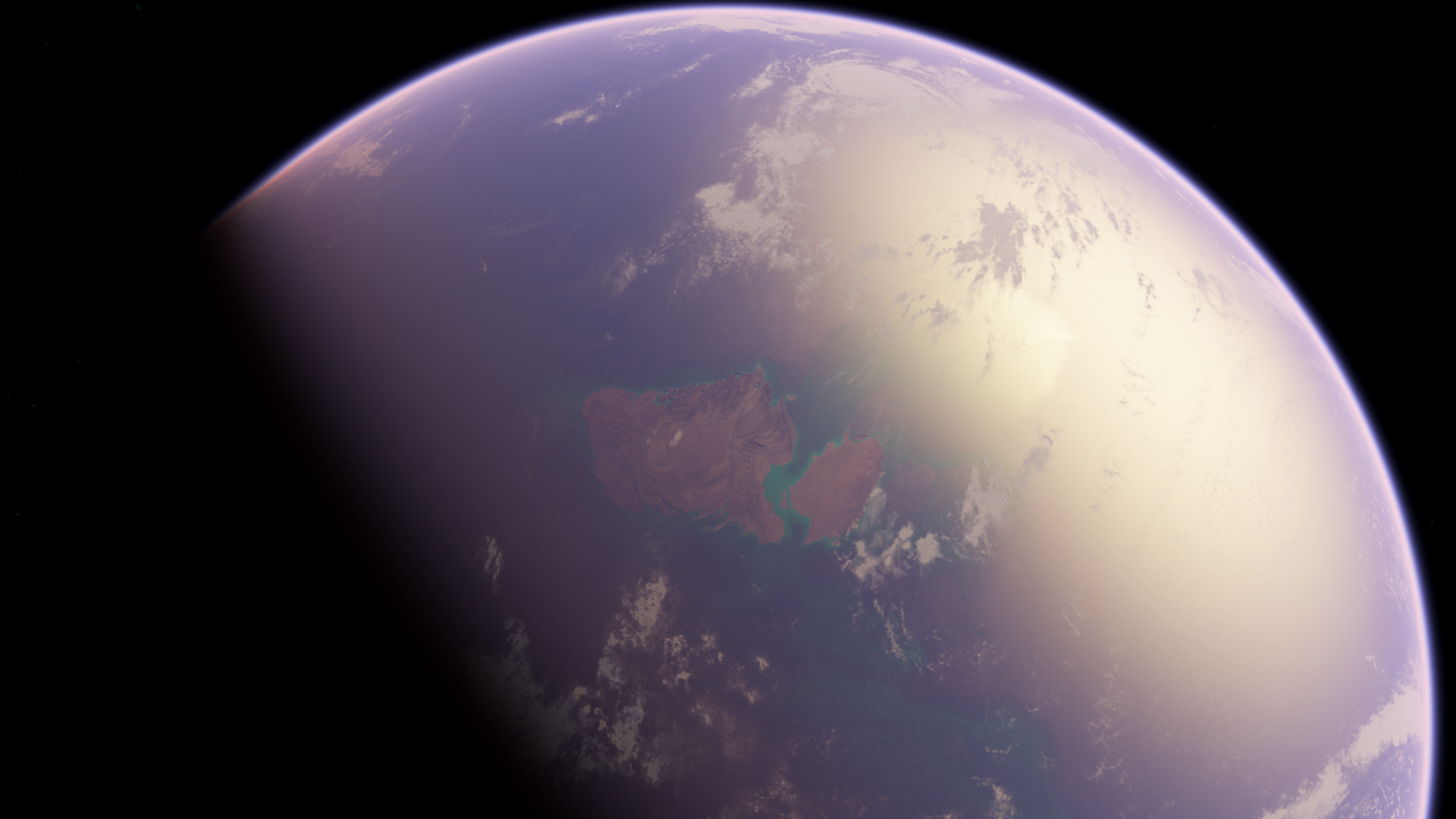
Палеоархейская Земля в представлении художника (3,6 млрд лет назад): суперконтинент Ваальбара окружён пурпурноватыми водами

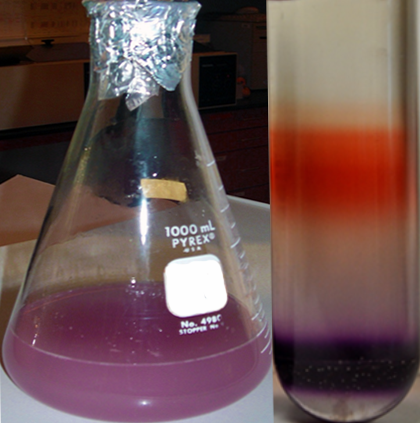
Пурпурная культура галоархей

Гипотеза пурпурной Земли — астробиологическая гипотеза о том, что формы ранней жизни на Земле основывались на ретинале, а не на хлорофилле, в результате чего Земля из космоса казалась пурпурной, а не зелёной. Современным примером основанного на ретинале организма являются фотосинтезирующие микроорганизмы галоархеи.

## Красный край и его ограничение на обитаемость планет около красных звёзд
Гипотеза «Пурпурной Земли» имеет большое значение для поиска внеземной жизни. Астробиологи предположили, что пигменты ретинали могут служить отдаленными биосигнатурами в исследованиях экзопланет. Исторически планеты, отражающие свет в зелено-желтом диапазоне, искались в качестве возможных хозяев для фотосинтезирующих организмов из-за предполагаемого присутствия хлорофилла. Гипотеза предполагает, что методы поиска следует распространить на планеты, отражающие синий и красный свет, поскольку эволюция фотосинтеза на основе ретинали также вероятна, а возможно, даже более вероятна, чем эволюция хлорофиллических систем.
Красным барьером фотосинтеза называется резкое усиление отражения зелёной растительности в ближнем инфракрасном излучении, что делает проблематичной возможность существования высшей растительности около холодных красных звёзд — так как бо́льшая часть излучения от таких звёзд поступает в инфракрасном диапазоне, то количества света в более коротких диапазонах волн оказывается недостаточным для осуществления фотосинтеза в случае, если он основан на хлорофилле. Таким образом, замещающим фотосинтезирующим элементом для растительности на подобных планетах может служить ретиналь, а сигнатура пурпурного растительного покрова в отраженном свете планеты будет отличаться от сигнатуры хлорофильной зеленой флоры.